# フランス陸軍の連隊等一覧
フランス陸軍の連隊等一覧（フランスりくぐんのれんたいとういちらん）は、フランス陸軍の各連隊・大隊・群の一覧である。

## 連隊等一覧

### 歩兵
- 第1歩兵連隊
- 第35歩兵連隊
- 第43歩兵連隊
- 第92歩兵連隊
- 第110歩兵連隊
- 第126歩兵連隊
- 第152歩兵連隊
- 第22歩兵大隊
- 第57歩兵大隊
- 第132歩兵大隊

### 猟兵
- 第1猟兵落下傘連隊
- 第1アフリカ猟兵連隊
- 第4猟兵連隊
- 第1＝第2猟兵連隊
- 第16猟兵大隊
- 第7アルペン猟兵大隊
- 第13アルペン猟兵大隊
- 第27アルペン猟兵大隊

### 狙撃兵
- 第1狙撃兵連隊

### 騎兵
- 第1スパッヒ連隊
- 第2竜騎兵連隊
- 第13竜騎兵落下傘連隊
- 第1＝第11胸甲騎兵連隊
- 第6＝第12胸甲騎兵連隊
- 第501＝第503戦車連隊
- 第1驃騎兵落下傘連隊
- 第2驃騎兵連隊
- 第3驃騎兵連隊
- 第4驃騎兵群
- 第2旅団機甲偵察隊
- 第7旅団機甲偵察隊

### 砲兵
- 第1砲兵連隊
- 第8砲兵連隊
- 第12砲兵連隊
- 第40砲兵連隊
- 第54砲兵連隊
- 第57砲兵連隊
- 第61砲兵連隊
- 第402砲兵連隊
- 第35砲兵落下傘連隊
- 第68アフリカ砲兵連隊
- 第93山岳砲兵連隊
- 第16砲兵群
- 第17砲兵群

### 工兵
- 第1工兵連隊
- 第2工兵連隊
- 第3工兵連隊
- 第5工兵連隊
- 第6工兵連隊
- 第13工兵連隊
- 第19工兵連隊
- 第31工兵連隊
- 第17工兵落下傘連隊
- 第28地理グループ

### 海兵隊
- 第1海兵歩兵連隊
- 第2海兵歩兵連隊
- 第3海兵歩兵連隊
- 第9海兵歩兵連隊
- 第1海兵歩兵落下傘連隊
- 第2海兵歩兵落下傘連隊
- 第3海兵歩兵落下傘連隊
- 第8海兵歩兵落下傘連隊
- 第21海兵歩兵連隊
- 第33海兵歩兵連隊
- 第1海兵砲兵連隊
- 第3砲兵海兵連隊
- 第11海兵砲兵連隊
- 第5海外混成連隊
- 海兵歩兵戦車連隊
- チャド行進連隊
- 太平洋ニューカレドニア海兵歩兵連隊
- 太平洋ポリネシア海兵歩兵連隊
- 第6海兵歩兵大隊
- 第22海兵歩兵大隊
- 第23海兵歩兵大隊
- 第41海兵歩兵大隊
- 第43海兵歩兵大隊
- 第72海兵歩兵大隊

### 外人部隊
- 第1外人連隊
- 第4外人連隊
- 第2外人歩兵連隊
- 第3外人歩兵連隊
- 第1外人騎兵連隊
- 第2外人落下傘連隊
- 第1外人工兵連隊
- 第2外人工兵連隊
- 第13外人准旅団
- マヨット外人部隊分遣隊

### 輜重
- 第1補給連隊
- 第2補給連隊
- 第3補給連隊
- 第4補給連隊
- 第6補給連隊
- 第7補給連隊
- 第8補給連隊
- 第121輜重連隊
- 第503輜重連隊
- 第511輜重連隊
- 第515輜重連隊
- 第516輜重連隊
- 第517輜重連隊
- 第1輜重落下傘連隊
- 第601道路運行連隊
- 第1兵站業務グループ
- 第2兵站業務グループ
- 第3兵站業務グループ
- 第4兵站業務グループ
- 第5兵站業務グループ
- 第5補給大隊
- 第9補給大隊
- 第7輜重大隊
- 第15輜重大隊
- 第526輜重大隊
- 混成兵站大隊

### 通信
- 第6統制支援連隊
- 第8通信連隊
- 第18通信連隊
- 第28通信連隊
- 第40通信連隊
- 第41通信連隊
- 第42通信連隊
- 第44通信連隊
- 第48通信連隊
- 第53通信連隊
- 第54通信連隊
- 第43通信大隊
- 情報編集グループ
- 第785電子戦中隊

### 衛生
- 第1衛生連隊
- 第3衛生連隊

### 航空
- 第1戦闘ヘリコプター連隊
- 第3戦闘ヘリコプター連隊
- 第5戦闘ヘリコプター連隊
- 航空情報グループ